# Associazione Calcio Mantova 1979-1980
Questa pagina raccoglie le informazioni riguardanti l'Associazione Calcio Mantova nelle competizioni ufficiali della stagione 1979-1980.

## Stagione
Nella stagione 1979-1980 con 32 punti in classifica si è piazzato in dodicesima posizione.
Pur essendo una bandiera dell'ACM Ugo Tomeazzi viene esonerato il 12 dicembre 1979. 
I virgiliani sono reduci dalla sconfitta di Biella, penultimi in classifica con 6 punti in dieci partite. Per il presidente Romano Ferri una difficile decisione. Al suo posto arriva Ottavio Bianchi che condurrà i biancorossi ad una salvezza ottenuta con largo anticipo.

## Rosa
| N. |                   | Ruolo | Calciatore        |
| -- | ----------------- | ----- | ----------------- |
|    | Italia (bandiera) | D     | Piero Bianco      |
|    | Italia (bandiera) | A     | Carlo Cappotti    |
|    | Italia (bandiera) | D     | Roberto Ceccotti  |
|    | Italia (bandiera) | P     | Giorgio Ciaschini |
|    | Italia (bandiera) | D     | Guido Corradi     |
|    | Italia (bandiera) | D     | Sergio Facchi     |
|    | Italia (bandiera) | D     | Franco Falcetta   |
|    | Italia (bandiera) | C     | Giuseppe Fontana  |
|    | Italia (bandiera) | A     | Sauro Frutti      |
|    | Italia (bandiera) | D     | Eugenio Gamba     |

| N. |                   | Ruolo | Calciatore       |
| -- | ----------------- | ----- | ---------------- |
|    | Italia (bandiera) | D     | Dino Gobbi       |
|    | Italia (bandiera) | C     | Giuseppe Manarin |
|    | Italia (bandiera) | A     | Marco Marocchi   |
|    | Italia (bandiera) | A     | Vittorio Muiesan |
|    | Italia (bandiera) | C     | Marino Palese    |
|    | Italia (bandiera) | C     | Franco Panizza   |
|    | Italia (bandiera) | A     | Santino Pozzi    |
|    | Italia (bandiera) | P     | Claudio Tarocco  |
|    | Italia (bandiera) | C     | Nevio Valdifiori |

## Risultati

### Campionato

#### Girone di andata
| Arbitro: | Lussana (Bergamo) |

|                   |           |           |
| Raiteri 7’ (aut.) | Marcatori | 42’ Picco |

| Arbitro: | Polacco (Conegliano Veneto) |

|            |           |  |
| Sartori 1’ | Marcatori |  |

| Arbitro: | Leni (Perugia) |

|           |           |               |
| Frutti 6’ | Marcatori | 47’ Fantinato |

| Arbitro: | Pampana (Pisa) |

|            |           |  |
| Basili 50’ | Marcatori |  |

| Mantova 28 ottobre 1979 5ª giornata | Mantova                 | 0 – 0 | Fano | Stadio Danilo Martelli\| Arbitro: \| Zumbo (Reggio Calabria) \| |
| Arbitro:                            | Zumbo (Reggio Calabria) |       |      |                                                                 |

| Arbitro: | Falsetti (Roma) |

|            |           |  |
| Frutti 78’ | Marcatori |  |

| Arbitro: | Baldi (Roma) |

|                                           |           |           |
| Panozzo 24’ (rig.) Coletta 45’ (rig.) 61’ | Marcatori | 74’ Pozzi |

| Arbitro: | Vallesi (Pisa) |

|              |           |                   |
| Cappotti 23’ | Marcatori | 25’, 63’ Facchini |

| Arbitro: | Pirandola (Lecce) |

|                     |           |  |
| Falcetta 83’ (aut.) | Marcatori |  |

| Arbitro: | Savalli (Trapani) |

|            |           |                 |
| Palese 79’ | Marcatori | 51’ Pietropaolo |

| Arbitro: | Luci (Firenze) |

|                          |           |            |
| Jacolino 58’, 85’ (rig.) | Marcatori | 23’ Palese |

| Arbitro: | Pairetto (Torino) |

|             |           |                  |
| Cappotti 9’ | Marcatori | 44’ (aut.) Gobbi |

| Arbitro: | Testa (Prato) |

|                  |           |                       |
| Mossini 35’, 62’ | Marcatori | 20’ Frutti 87’ Facchi |

| Arbitro: | Faccenda (Salerno) |

|                                   |           |  |
| 30’, 57’ (rig.) Frutti 61’ Frutti | Marcatori |  |

| Arbitro: | Testa (Prato) |

|               |           |            |
| Quartieri 22’ | Marcatori | 78’ Frutti |

| Arbitro: | Creati (Giarre) |

|            |           |                |
| Frutti 15’ | Marcatori | 45’ Gramignoli |

| Arbitro: | Lamorgese (Potenza) |

|                     |           |  |
| Skoglund 27’ (rig.) | Marcatori |  |

#### Girone di ritorno
| Arbitro: | Faccenda (Salerno) |

|  |           |              |
|  | Marcatori | 45’ Cappotti |

| Arbitro: | Leni (Perugia) |

|              |           |                    |
| Cappotti 67’ | Marcatori | 46’ (rig.) Mariani |

| Arbitro: | Falsetti (Roma) |

|           |           |  |
| Niero 12’ | Marcatori |  |

| Mantova 24 febbraio 1980 21ª giornata | Mantova           | 0 – 0 | Novara | Stadio Danilo Martelli\| Arbitro: \| Rinaldi (Caserta) \| |
| Arbitro:                              | Rinaldi (Caserta) |       |        |                                                           |

| Arbitro: | Pezzella (Frattamaggiore) |

|                 |           |                        |
| Garlini 8’, 90’ | Marcatori | 3’ Frutti 82’ Cappotti |

| Arbitro: | Vallesi (Pisa) |

|  |           |              |
|  | Marcatori | 75’ Falcetta |

| Mantova 16 marzo 1980 24ª giornata | Mantova           | 0 – 0 | Triestina | Stadio Danilo Martelli\| Arbitro: \| Pirandola (Lecce) \| |
| Arbitro:                           | Pirandola (Lecce) |       |           |                                                           |

| Varese 23 marzo 1980 25ª giornata | Varese             | 0 – 0 | Mantova | Stadio Franco Ossola\| Arbitro: \| Bianciardi (Siena) \| |
| Arbitro:                          | Bianciardi (Siena) |       |         |                                                          |

| Mantova 30 marzo 1980 26ª giornata | Mantova           | 0 – 0 | Cremonese | Stadio Danilo Martelli\| Arbitro: \| Angelelli (Terni) \| |
| Arbitro:                           | Angelelli (Terni) |       |           |                                                           |

| Arbitro: | Albertini (Vigevano) |

|                              |           |                      |
| Maggioni 26’ Pietropaolo 27’ | Marcatori | 55’ Facchi 82’ Pozzi |

| Arbitro: | Scevola (Milano) |

|                                |           |  |
| 40’, 70’ Frutti 60’, 80’ Pozzi | Marcatori |  |

| Arbitro: | Lamorgese (Potenza) |

|             |           |  |
| Fabrizi 83’ | Marcatori |  |

| Arbitro: | Greco (Lecce) |

|           |           |            |
| Pozzi 60’ | Marcatori | 7’ Mossini |

| Arbitro: | Baldini (Piacenza) |

|          |           |            |
| Fait 80’ | Marcatori | 22’ Palese |

| Arbitro: | Bruschini (Firenze) |

|                         |           |  |
| Frutti 55’ Cappotti 65’ | Marcatori |  |

| Crema 1º giugno 1980 33ª giornata | Pergocrema           | 0 – 0 | Mantova | Stadio Giuseppe Voltini\| Arbitro: \| Albertini (Vigevano) \| |
| Arbitro:                          | Albertini (Vigevano) |       |         |                                                               |

| Arbitro: | Tuveri (Cagliari) |

|                                               |           |              |
| Panizza 22’ Frutti 53’ Muiesan 67’ Palese 87’ | Marcatori | 54’ Crepaldi |